# Cimex hemipterus

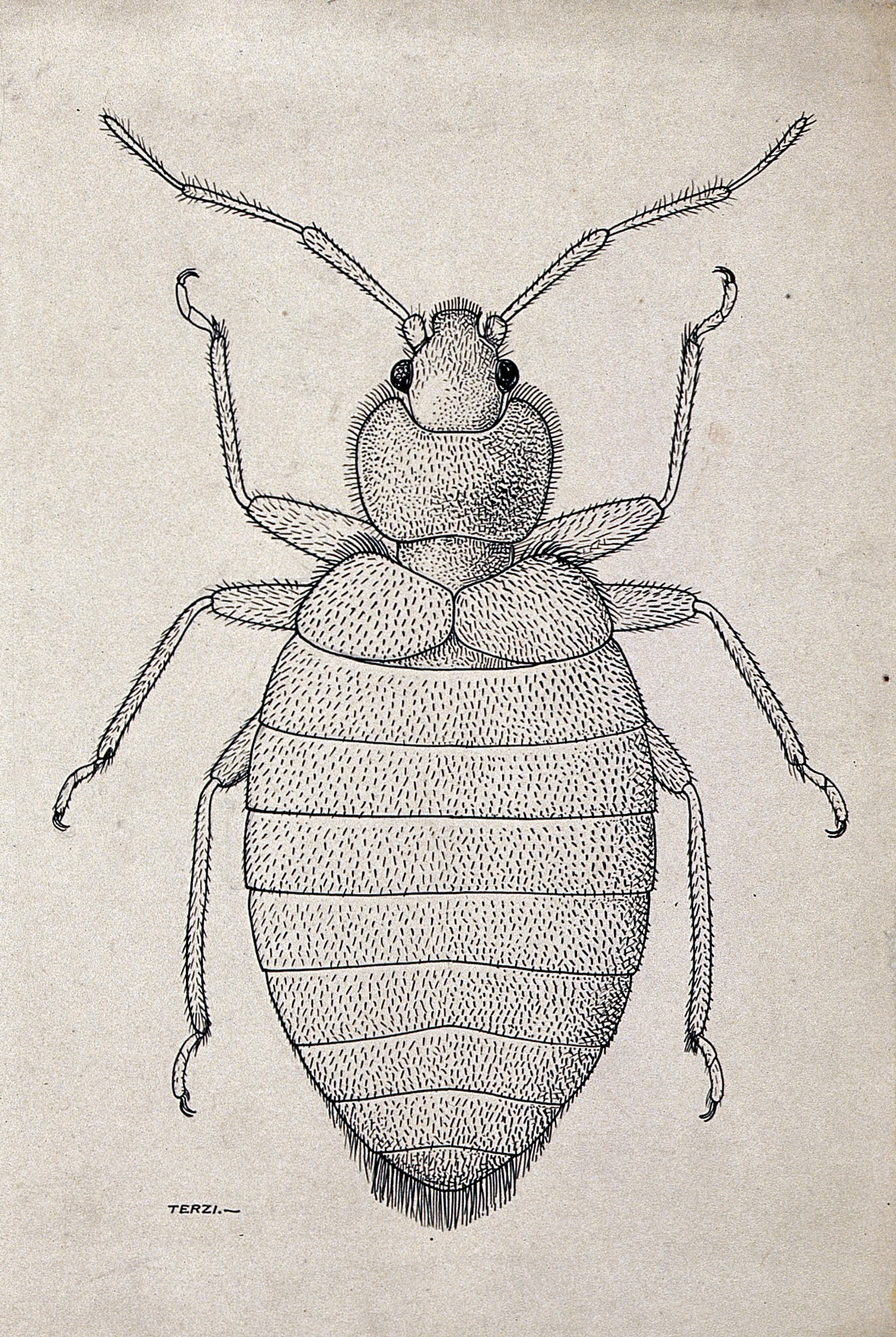
Cimex hemipterus.

Cimex hemipterus es una especie de hemíptero heteróptero de la familia Cimicidae que reside principalmente en climas tropicales. Sin embargo, se ha informado que esta especie puede vivir en climas más templados junto con la especie muy relacionada Cimex lectularius (chinche común).Cimex hemipterus es un parásito hematófago obligado de los humanos. Esto significa que requiere comer sangre de sus huéspedes humanos para sobrevivir. Después de las picaduras las personas experimentan picor, síntomas y lesiones en las zonas afectadas de la piel.
Esta especie suele residir en domicilios humanos dentro de grietas, rendijas y colchones, y es más frecuente en los países de clima tropical . Como otros cimícidos, Cimex hemipterus está activo sobre todo durante la noche.

## Morfología
De media C. hemipterus mide 5,5 milímetros de largo y 2,5 mm de ancho. Este insecto tiene una forma corporal ovalada y aplanada. Su cabeza es corta, ancha y puntiaguda en la punta. Los ojos compuestos de color negro o rojo redondeados se sitúan lateralmente a ambos lados de la cabeza y pueden observarse tanto desde la vista superior como inferior. Un par de antenas segmentadas se encuentran frente a los dos ojos compuestos. Las partes bucales de Cimex hemipterus son capaces de perforar la piel y aspirar la sangre de su huésped. De acuerdo a esto, el labio tiene tres segmentos largos y similares a una "pajita de refresco" y las maxilas y las mandíbulas son similares a estiletes. El tórax de Cimex hemipterus, tiene tres segmentos, que contienen el protórax, el mesotórax y el metatórax. El protórax tiene unas proporciones el doble de largo que ancho, y es mucho mayor y prominente que la cabeza (que se encuentra en el centro), y que el mesotórax y el metatórax juntos.
En comparación con C. lectularius, se observa que C. hempiterus tiene un protórax algo más estrecho. Esta especie tiene un abdomen de ocho segmentos que es redondeado y tiene una punta puntiaguda, que contiene pequeñas matas de pelo que sobresalen. El color de esta especie varía según recién consumido sangre. Si no ha comido sangre, presenta un color pardo pálido. Si recientemente ha ingerido sangre, presenta un color rojizo. Hay ligeras diferencias entre los sexos de C. hemipterus . Las hembras suelen ser mayores que los machos y tienen una punta de abdomen más redondeada, a diferencia de la punta puntiaguda que presente en los machos.

## Ciclo vital
C. hemipterus presenta un ciclo de vida hemimétabo, lo que significa que el insecto pasa por múltiples etapas ninfales, donde su forma corporal y su comportamiento alimentario prácticamente no varían respecto a la etapa adulta. Se sabe que los huevos de C. hemipterus excluyen entre 4-12 días después de la puesta. Esta especie pasa por cinco estadios ninfales antes de convertirse en adulto, y el paso de cada etapa de ninfal requiere de ingesta de sangre. Las primeras cuatro etapas ninfales pasan cada una por un tiempo de desarrollo medio de 3-4 días, mientras que la quinta etapa ninfal se desarrolla en 4-5 días. En comparación con C. lectularius, C. hemipterus pasa por fases de desarrollo algo más largas. Los adultos pueden vivir de 6 a 12 meses, normalmente las hembras viven más tiempo que los machos.

## Resistencia a los insecticidas
Después del uso generalizado del DDT en el siglo XX, se ha detectado resistencia al DDT en las poblaciones de Cimex hemipterus de las regiones tropicales y subtropicales. Esto ha provocado reapariciones de infestaciones generalizadas de Cimex hemipterus en países del hemisferio sur, como Australia y Sri Lanka. También se ha informado de resistencia a los piretroides.

## Importancia médica
La principal preocupación médica asociada a Cimex hemipterus se asocia a la piel. Al morder a sus huéspedes, inyectan una saliva que contiene varios componentes. Estos incluyen anestésicos, compuestos vasodilatadores y anticoagulantes. Estos factores actúan facilitando la hemorragia en la zona mordida y garantizar que el huésped no nota la picadura. Estas picaduras provocan lesiones cutáneas y picor, lo que molesta a los humanos. Aunque no hay pruebas de que las chinches actúen como vectores biológicos de enfermedades, hay pruebas que sugieren que podrían ser vectores de Trypanosoma cruzi, un protista que causa la enfermedad de Chagas en humanos.